# Питърхед
Питърхе́д (на английски: Peterhead, на гаелски Ceann Phàdraig и Inbhir Ùigidh) е пристанищен град в Североизточна Шотландия.

## География
Разположен е на брега на Северно море в област Абърдийншър. Областният център Абърдийн се намира на 34 km на юг от Питърхед. Съседният по крайбрежието град Фрейзърбърг се намира на 18 km на север от Питърхед. На запад от Питърхед на около 45 km по въздуха, поради липса на пряк път се намира град Хънтли. Население 17 560 жители от преброяването през 2004 г.  Архив на оригинала от 2012-01-25 в Wayback Machine..

## История
Основан е през 1587 г. от Джордж Кийт, 5-ият граф Маршал и неговия брат Робърт. По това време градът е наброявал около 50 жители. През 1770 г. Джон Смийтън построява южното пристанище, а през 1820 г. Томас Телфорд разработва северното пристанище. От 1820 г. пристанището става едно от двете китоловни пристанища на Великобритания, заедно с пристанището на английски град Хъл. През 1857 г. пристанището на Питърхед достига своя връх като разполага с 32 китоловни кораба. От 1888 г. започват подобрителни работи по пристанищата. Построяват се няколко вълнолома, като най-дългият от тях е 900 m. Постепенно уловът на китове спада и се преминава към улов на херинга. Уловът на херинга претърпява своя връх през 1890 г. По това време броят на плавателните съдове в Питърхед е бил около 580. От 1987 г. Питърхед е най-голямото британско пристанище за улов на Морска бяла риба.

## Икономика
Основен отрасъл в икономиката на града е риболовът. Питърхед и съседният пристанищен град Фрейзърбърг израстват заедно като едни от първите риболовни пристанища на Шотландия. Днес пристанището освен за риболов се ползва и за нефтена база на Северно море.

## Архитектура
Архитектурата на по-голямата част от сградите и предимно в централната част на града е в типичния за повечето шотландски градове стил от тесни каменни сгради най-често от 2 до 4 етажа със стръмни покриви и високи комини, строени през 18-19 век. В покрайнините на града има жилищни и производствени сгради построени през втората половина на 20 век. Също през втората половина на 20 век започва строителството на панелни и тухлени жилищни блокове с височина от 2 до 4 етажа.

## Спорт
Представителният футболен отбор на града носи името ФК Питърхед. Редовен участник е в третия ешелон на шотландския футбол Шотландската втора дивизия.

## Личности, родени в Питърхед
- Ерик Темпъл Бел (1883-1960), шотландско-американски математик
- Питър Бъкан (1790-1854), шотландски редактор
- Уилям Гибсън (1849-1914), канадски политик
- Маргарет Джоуп (1913-2004), шотландска биохимичка
- Джордж Кайнох (1843-1946), шотландски политик
- Джордж Кийт (1638-1716), шотландски мисионер
- Марино Кийт (р.1974), шотландски футболист
- Чарлс Крайтън (1847-1927), британски физик
- Питър Мълан (р.1956), шотландски киноактьор
- Сирил Смит (1892-1963), британски киноактьор
- Александър Хол (1883-1943), канадски футболист

## Побратимени градове
- Олесун, Норвегия